# Dobropole, Hạt Kamień
Dobropole [dɔbrɔˈpɔlɛ] (tiếng Đức: Dobberphul) là một ngôi làng thuộc khu hành chính của Gmina Wolin, thuộc quận Kamień, West Pomeranian Voivodeship, ở phía tây bắc Ba Lan. Nó nằm khoảng 10 kilômét (6 mi) phía đông của Wolin, 14 km (9 mi) phía nam Kamień Pomorski và 50 km (31 mi) phía bắc thủ đô khu vực Szczecin.
Ngôi làng có dân số 160.